# Liste der Mitglieder des Landtages des Saarlandes (12. Wahlperiode)

Sitzverteilung während der 12. Legislaturperiode

Der Landtag des Saarlandes für die zwölfte Legislaturperiode wurde am 5. September 1999 auf fünf Jahre gewählt. Er hatte 51 Sitze, wovon 26 auf die CDU und 25 auf die SPD entfielen.

## Abgeordnete
| Mitglied des Landtages         | Lebensdaten | Partei | Wahlkreis   | Bemerkungen                                                    |
| ------------------------------ | ----------- | ------ | ----------- | -------------------------------------------------------------- |
| Monika Bachmann                | 1950        | CDU    | Saarlouis   |                                                                |
| Kerstin Backes-Ternig          | 1971        | CDU    | Neunkirchen | Mandat niedergelegt am 31. Juli 2001                           |
| Gerd Bauer                     | 1950–2023   | CDU    | Saarbrücken | Mandat niedergelegt am 16. September 2001                      |
| Monika Beck                    | 1941–2021   | CDU    | Landesliste | auf Mandat verzichtet                                          |
| Günter Becker                  | 1954        | CDU    | Neunkirchen | am 4. Oktober 1999 nachgerückt für Karl Rauber                 |
| İkbal Berber                   | 1956        | SPD    | Saarbrücken |                                                                |
| Franz-Josef Berg               | 1957        | CDU    | Saarlouis   | Mandat niedergelegt am 19. März 2004                           |
| Reiner Braun                   | 1948        | SPD    | Saarbrücken |                                                                |
| Ulrich Commerçon               | 1968        | SPD    | Saarbrücken | am 15. Oktober 1999 nachgerückt für Reinhard Klimmt            |
| Irmtraud Engeldinger           | 1949        | SPD    | Saarlouis   |                                                                |
| Albrecht Feibel                | 1940–2011   | CDU    | Neunkirchen | Mandat niedergelegt am 19. November 1999                       |
| Willi Gehring                  | 1949        | CDU    | Saarbrücken |                                                                |
| Gerhard Geisen                 | 1941        | SPD    | Neunkirchen |                                                                |
| Peter Gillo                    | 1957        | SPD    | Saarbrücken |                                                                |
| Anita Girst                    | 1944        | CDU    | Saarbrücken |                                                                |
| Peter Hans                     | 1950–2007   | CDU    | Neunkirchen |                                                                |
| Anke Heimes                    | 1957        | CDU    | Neunkirchen | am 20. November 1999 nachgerückt für Albrecht Feibel           |
| Günter Heinrich                | 1957        | CDU    | Landesliste | am 4. Dezember 1999 nachgerückt für Daniela Schlegel-Friedrich |
| Thomas Hellbrück               | 1959        | CDU    | Saarlouis   |                                                                |
| Roland Henz                    | 1949–2017   | SPD    | Saarlouis   |                                                                |
| Cornelia Hoffmann-Bethscheider | 1968        | SPD    | Landesliste |                                                                |
| Roswitha Hollinger             | 1945–2023   | SPD    | Saarbrücken |                                                                |
| Reinhold Jost                  | 1966        | SPD    | Saarlouis   |                                                                |
| Georg Jungmann                 | 1956        | CDU    | Saarlouis   |                                                                |
| Martin Karren                  | 1962        | CDU    | Saarbrücken |                                                                |
| Reinhard Klimmt                | 1942        | SPD    | Saarbrücken | auf Mandat verzichtet                                          |
| Gisela Kolb                    | 1957        | SPD    | Neunkirchen | am 24. Dezember 1999 nachgerückt für Marie-Luise Kuhn          |
| Annegret Kramp-Karrenbauer     | 1962        | CDU    | Saarbrücken |                                                                |
| Marie-Luise Kuhn               | 1945–1999   | SPD    | Neunkirchen | † 12. Dezember 1999                                            |
| Helma Kuhn-Theis               | 1953        | CDU    | Saarlouis   |                                                                |
| Armin Lang                     | 1947        | SPD    | Neunkirchen |                                                                |
| Hans Albert Lauer              | 1942–2021   | SPD    | Landesliste |                                                                |
| Karin Lawall                   | 1949        | SPD    | Saarbrücken |                                                                |
| Hans Ley                       | 1954–2015   | CDU    | Neunkirchen |                                                                |
| Heiko Maas                     | 1966        | SPD    | Landesliste |                                                                |
| Klaus Meiser                   | 1954        | CDU    | Landesliste |                                                                |
| Heidrun Möller                 | 1945        | SPD    | Neunkirchen |                                                                |
| Peter Müller                   | 1955        | CDU    | Landesliste |                                                                |
| Stefan Pauluhn                 | 1962        | SPD    | Neunkirchen |                                                                |
| Annelie Paulus                 | 1956        | CDU    | Saarlouis   | am 20. März 2004 nachgerückt für Franz-Josef Berg              |
| Jürgen Presser                 | 1950        | CDU    | Landesliste |                                                                |
| Karl Rauber                    | 1952        | CDU    | Neunkirchen | auf Mandat verzichtet                                          |
| Isolde Ries                    | 1956        | SPD    | Landesliste |                                                                |
| Gisela Rink                    | 1951        | CDU    | Saarbrücken |                                                                |
| Ulrich Schacht                 | 1956        | CDU    | Landesliste | am 4. Dezember 1999 nachgerückt für Monika Beck                |
| Gaby Schäfer                   | 1957        | CDU    | Neunkirchen |                                                                |
| Hermann-Josef Scharf           | 1961        | CDU    | Neunkirchen | am 1. August 2001 nachgerückt für Kerstin Backes-Ternig        |
| Petra Scherer                  | 1970        | SPD    | Saarlouis   |                                                                |
| Daniela Schlegel-Friedrich     | 1967        | CDU    | Landesliste | auf Mandat verzichtet                                          |
| Volker Schmidt                 | 1957        | SPD    | Landesliste |                                                                |
| Kurt Schoenen                  | 1943        | CDU    | Saarlouis   |                                                                |
| Jürgen Schreier                | 1948        | CDU    | Saarlouis   |                                                                |
| Hans Georg Stritter            | 1949–2024   | SPD    | Saarlouis   |                                                                |
| Rainer Tabillion               | 1950        | SPD    | Neunkirchen |                                                                |
| Erika Ternes                   | 1941–2022   | SPD    | Saarlouis   |                                                                |
| Stephan Toscani                | 1967        | CDU    | Neunkirchen |                                                                |
| Alfons Vogtel                  | 1952–2022   | CDU    | Neunkirchen |                                                                |
| Bernd Wegner                   | 1957        | CDU    | Saarbrücken | am 17. September 2001 nachgerückt für Gerd Bauer               |
| Reinhold Wirtz                 | 1942–2020   | SPD    | Neunkirchen |                                                                |
| Rüdiger Zakrzewski             | 1946        | SPD    | Neunkirchen |                                                                |